# Юношино
Юношино (пол. Junoszyno, нім. Junkeracker) — село в Польщі, у гміні Стеґна Новодворського повіту Поморського воєводства.
Населення — 419 осіб (2011).
У 1975-1998 роках село належало до Ельблонзького воєводства.

## Демографія
Демографічна структура станом на 31 березня 2011 року:
|          | Загалом | Допрацездатний вік | Працездатний вік | Постпрацездатний вік |
| -------- | ------- | ------------------ | ---------------- | -------------------- |
| Чоловіки | 219     | 44                 | 156              | 19                   |
| Жінки    | 200     | 37                 | 127              | 36                   |
| Разом    | 419     | 81                 | 283              | 55                   |